# Ceratomerus albistylus
Ceratomerus albistylus är en tvåvingeart som beskrevs av Hardy 1930. Ceratomerus albistylus ingår i släktet Ceratomerus och familjen Brachystomatidae. Inga underarter finns listade i Catalogue of Life.